# Cacostola grisea
Cacostola grisea là một loài bọ cánh cứng trong họ Cerambycidae.